# Catoxyopsis dubiosa
Catoxyopsis dubiosa es una especie de mantis de la familia Mantidae.

## Distribución geográfica
Se encuentra en Ecuador y Colombia.